# Action Jackson (1988)
Action Jackson ist ein US-amerikanischer Actionfilm von Craig R. Baxley aus dem Jahr 1988.

## Handlung
Der Detroiter Polizist Jericho Jackson, Spitzname Action Jackson, stößt auf mögliche Verwicklungen des Unternehmers Peter Dellaplane in Mordanschläge.
Als Patrice Dellaplane die Machenschaften ihres Ehemannes durchschaut, wird sie von diesem getötet. Dellaplane legt eine falsche Spur: Jackson wird des Mordes verdächtigt und vom Dienst suspendiert. Er ermittelt auf eigene Faust weiter, wobei ihm Dellaplanes drogenabhängige Geliebte hilft, die Sängerin Sydney Ash. Dellaplanes Männer nehmen Ash und Jackson gefangen und Dellaplane enthüllt seinen Plan: Während einer Party auf seinem Anwesen soll ein wie Jackson verkleideter Killer einen Gewerkschaftsführer erschießen, der dann durch einen Strohmann Dellaplanes ersetzt werden soll. Die verkohlte Leiche des Polizisten soll in einem verbrannten Wagen gefunden werden. Weiterhin wolle Dellaplane Ash vergewaltigen und sie mit einer Überdosis Drogen töten.
Ashs von Dellaplane bezahlter Leibwächter hilft Jackson, sich zu befreien. Jackson geht zur Party, wo es zum erfolgreichen Kampf gegen die Helfer des Unternehmers kommt. Er fährt mit einem Sportwagen ins Haus Dellaplanes, die Treppe hoch bis zum Zimmer, in dem dieser Ash gefangen hält. Im Duell wird Dellaplane getötet, Jackson danach in den Polizeidienst zurückbeordert. Er und Ash, die sich von den Drogen lösen will, küssen sich.

## Kritiken
Das Lexikon des internationalen Films schrieb, der Film sei ein „inhumaner Thriller“ und setze vor allem auf Actionszenen. Er biete weitgehend „abstoßende Brutalität“.
Die Fernsehbeilage der Süddeutschen Zeitung vom 30. Juli 1994 bezeichnete den Film als „abstoßend brutal“.
Harry Rowohlt schrieb: „Regisseur Craig R. Baxley war vorher Stunt-Coordinator und hat sich wohl gedacht: Action heißt doch Handlung, oder? Und was ist meist das Störende an Action-Filmen? Die Handlung . Die lassen wir also weg und nehmen stattdessen witzige Dialoge.“

## Auszeichnungen
Denise Matthews (Vanity) wurde im Jahr 1989 für die Goldene Himbeere nominiert. Carl Weathers wurde als bester Hauptdarsteller für einen Image Award nominiert.

## Hintergrund
Der Film wurde in Denver, in Detroit und in Los Angeles gedreht. Er spielte in den Kinos der USA etwa 20,257 Millionen US-Dollar ein. Carl Weathers spielte im Film seine erste Hauptrolle.
Im Jahr 1990 drehte Weathers den Fernsehfilm Dangerous Passion, der in Deutschland unter dem Titel Action Jackson 2 – Gefährliche Begierde veröffentlicht wurde, obwohl – mit Ausnahme des Hauptdarstellers – keine Verbindung zwischen den beiden Filmen besteht.